# Carol Vitéz
Carol Vitéz (* 3. Juni 1974 in Timișoara, Sozialistische Republik Rumänien) ist ein deutsch-rumänischer Violinist, Dirigent und Komponist. Er stammt aus derselben Musikerfamilie wie die Violinistin Cornelia Vasile.

## Studium
Carol Vitéz begann seine musikalische Ausbildung im Alter von fünf Jahren. Er war Schüler von Gratiela Negrutiu, darauf studierte er auf dem National College of Arts Ion Vidu in Timișoara bei Octavian Nicolaevici, einem Studenten von George Enescu. Danach setzte er sein Violinstudium der an der Universität des Westens Timișoara und an der Hochschule für Musik und Theater Rostock fort. Mit einem Stipendium belegte er Masterkurse bei Leonidas Kavakos, Ruggiero Ricci, Ida Haendel, Stefan Ruha, Ion Voicu, Stefan Gheorghiu und Valery Gradow.

## Violinist und Dirigent
Sein Solodebüt gab er im Alter von zwölf Jahren mit dem Violinkonzert e-Moll von Felix Mendelssohn  Bartholdy an der Banater Philharmonie. Seitdem musiziert er als Solist und dirigiert bei Orchestern wie Nationalphilharmonie George Enescu, Nationalphilharmonie Serghei Lunchevici, Europa Philharmonie, Staatsphilharmonie Timișoara, Staatsphilharmonie Targu Mures, Staatsphilharmonie Satu Mare, Staatsphilharmonie Oradea, Orquesta de Extremadura und Orquesta Europeea Mediterranea. Zudem gibt es eine Vielzahl von Konzerten und Aufnahmen von Carol Vitéz als Dirigent. Er ist Gründer und Leiter des Kammerorchesters I Musici Palatini.

## Werke
Violine und Klavier
- Earth Waltz (Uraufführung im Rittersaal Mannheim, 2017)
- A Fire Tango en Mi-Re-La (Uraufführung im Rittersaal Mannheim, 2017)
- Fantasia Profana

Orchesterwerke
- 6 Gypsy Folk Dances for Symphony Orchestra (Uraufführung in Madrid 2016)
- Gausiana – Eine Geschichte der Deutschen Weinstraße (Uraufführung in Chisinau, Nationalphilharmonie Serghei Lunchevici 2017)

Dramaturgie
- Lilith, Die Musik und das Pentagramm, ein Theaterkonzert (Uraufführung in Mannheim 2017)

Methodik für Streichinstrumente
- Intonation der Violine, erschienen im  Evum Music Verlag
- Intonation der Viola, erschienen im  Evum Music Verlag

Carol Vitéz komponierte auch Musik für Theaterstücke, unter anderem die Musik zum Theaterstück Das Haus auf der Grenze von Sławomir Mrożek, das auf der Deutschen Bühne Ungarn in Szekszárd seine Uraufführung hatte.